# Bitwa pod Mărășești
Bitwa pod Mărășești – bitwa w czasie I wojny światowej (6 sierpnia – 10 sierpnia 1917) pomiędzy armią rumuńską, wspartą oddziałami rosyjskimi, a połączonymi siłami niemieckimi i austro-węgierskimi.

## Przyczyny konfliktu
22 lipca połączone siły rumuńsko-rosyjskie rozpoczęły w rejonie Mărăști, nad rzeką Seret ofensywę przeciwko 1 Armii austro-węgierskiej. Po pierwszych sukcesach ofensywa została wstrzymana z uwagi na pogarszającą się sytuację armii rosyjskiej w Galicji, co skłoniło dowództwo rosyjskie do odwołania części jednostek z frontu rumuńskiego. W Rumunii pozostała tylko część 4 Armii rosyjskiej, stanowiąc wsparcie dla 2 Armii rumuńskiej. Siły rumuńsko-rosyjskie stacjonujące nad rzeką Seret stały się głównym celem ofensywy, podjętej przez marszałka Augusta von Mackensena. W ofensywie wzięła udział niemiecka 9 Armia (dow. gen. Johannes von Eben) oraz 1 Armia austro-węgierska (dow. gen. Franz Rohr von Denta). Łączna liczba żołnierzy biorących udział w bitwie sięgała 500 000. Niewielką przewagę liczebną posiadali Rumuni, ustępując jednak państwom centralnym pod względem artylerii i broni maszynowej.

## Przebieg bitwy
6 sierpnia 1917 rozpoczęła się największa bitwa I wojny światowej na froncie rumuńskim. Po trzygodzinnym ostrzale artyleryjskim na pozycje rosyjskie uderzyły trzy dywizje niemieckie (12, 76 i 89), przełamując linię obrony 34 Dywizji Piechoty na głębokość 10 km. Miejsce uciekających w popłochu Rosjan zajęły jednostki rumuńskie. Gen. Eremia Grigorescu polecił obsadzenie wschodniego brzegu Seretu 5 i 9 dywizji piechoty, nakazując utrzymanie za wszelką cenę linii obrony. Ofensywa państw centralnych utknęła na linii Moara Alba – Doaga – Furceni. Mimo wykorzystania wszystkich dostępnych rezerw pozycji rumuńskich w rejonie Mărășești nie udało się przełamać. Główny cel ofensywy niemieckiej nie został zrealizowany.

## Straty
W bitwie strona rumuńska straciła 27 000 żołnierzy, w tym 610 oficerów. Straty państw centralnych przekraczały 47 000. W bitwie poległ jeden z dowódców niemieckich – gen. mjr Karl von Wenniger (od odłamka pocisku artyleryjskiego), zginęła także jedna z rumuńskich bohaterek tej wojny – Ecaterina Teodoroiu.

## Konsekwencje bitwy

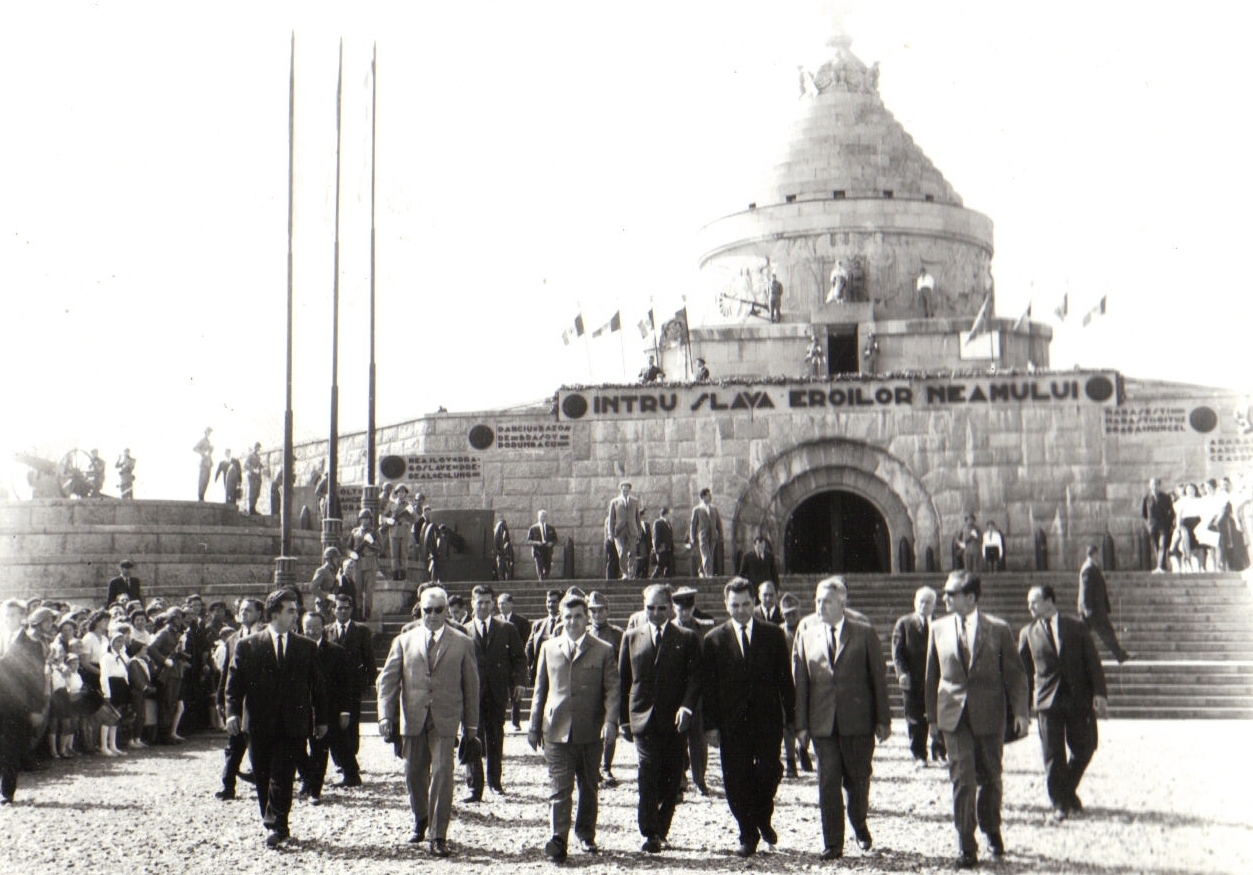
Mauzoleum w miejscu bitwy

Skuteczny opór, który stawiły oddziały rumuńskie na linii Seretu na kilka miesięcy zatrzymał ofensywę niemiecką. Dopiero pogarszająca się sytuacja na froncie rosyjskim, a następnie podpisanie traktatu brzeskiego przez bolszewików zmusiło władze osamotnionej Rumunii do podpisania 7 maja 1918 z państwami centralnymi traktatu w Bukareszcie.